# Jacopo Balestri
Jacopo Balestri (Pisa, 21 giugno 1975) è un ex calciatore italiano, di ruolo difensore.

## Biografia
Ha un fratello minore, Federico, calciatore che ha giocato come attaccante in Serie C1 (tra l'altro nel Pisa) e poi in campionati minori.

## Carriera
Ha giocato nel Pisa, nel Montevarchi e nel Castelfiorentino prima di approdare al Modena, dove è rimasto per quattro stagioni. Con gli emiliani ha ottenuto una promozione in Serie A, grazie al secondo posto nella stagione 2001-02. Ha esordito in massima serie il 14 settembre, in Modena-Milan 0-3, mentre ha segnato la prima rete il 22 marzo 2003, in Modena-Reggina 2-1.
Dopo la retrocessione del Modena in Serie B, è stato ceduto proprio agli amaranto, con cui ha raggiunto le 100 presenze in A nel 2004-05. In seguito, ha difeso i colori del Torino ottenendo un'altra promozione dalla B nel 2005-06. Nel luglio 2007 è stato acquistato dal Mantova.
Successivamente ha militato in serie minori con Salernitana, Pisa Sporting Club e Ponsacco, con cui ha vinto il campionato di Seconda Categoria nel 2012-13.
Rimasto svincolato nell'estate 2013, ha poi firmato un contratto con il Signa.
Il 15 giugno 2017 si è disputata la sua partita di addio al calcio giocato, a cui hanno preso parte i calciatori del Signa e diversi ex compagni di squadra, tra cui Marco Ballotta, Emiliano Bonazzoli e Salvatore Soviero.

## Palmarès

### Club

#### Competizioni nazionali
- Campionato italiano Serie C1: 1

Modena: 2000-2001
- Supercoppa di Serie C1: 1

Modena: 2001

#### Competizioni regionali
- Promozione: 1

Signa: 2014-2015 (girone A)
- Seconda Categoria: 1

Ponsacco: 2012-2013